# Ernő Kállai
Ernő Kállai (ungarisch Kállai Ernő , deutsch auch Ernst Kállai) (* 9. November 1890 in Szakálháza, Österreich-Ungarn; † 28. November 1954 in Budapest) war ein ungarischer Lehrer, Kunsthistoriker, Schriftsteller, Publizist, Karikaturist und Kunstkritiker. Ende der 1920er Jahre war er am Bauhaus Dessau unter Hannes Meyer als Chefredakteur der Zeitschrift bauhaus tätig.

## Leben und Werke
Der zweisprachig – deutsch und ungarisch – aufgewachsene Ernő Kállai beendete 1910 die gymnasiale Schulausbildung in Déva. Er begann 1910 am Staatlichen Bürgerlehrerseminar in Pest ein Studium der ungarischen und deutschen Sprache, Literatur und Geschichte. Im Jahr 1913 besuchte zu Studienzwecken unter anderem Deutschland, England, Skandinavien und Amerika. Bis zu seiner Einberufung zum Militärdienst im Ersten Weltkrieg im Jahr 1915 arbeitete er zunächst als Lehrer. Zu dieser Zeit lernte er den Publizisten Lajos Kassák kennen. In der von ihm herausgegebenen Zeitschrift MA veröffentlichte Kállai unter einem Pseudonym (Péter Mátyás) Aufsätze über den Konstruktivismus in der Kunst. Nach dem Ersten Weltkrieg setzte er zunächst seine Lehrertätigkeit in Nagymarton fort. Im Jahr 1920 ging Kállai zu einem Studienaufenthalt nach Deutschland. Anfang der 1920er Jahre arbeitete er auch zeitweise im British Museum und in der National Gallery in London.
Am Bauhaus beteiligte er sich unter anderem als Herausgeber des Jahrbuchs für junge Kunst – gemeinsam mit László Moholy-Nagy und El Lissitzky – an der Konstruktivismus-Debatte. Er kritisierte insbesondere, dass das Ideal und Ziel des Bauhauses, im Wesentlichen Gebrauchsgegenstände zu erschaffen, nicht erfüllt werde und forderte – entgegen von zahlreichen, einflussreichen am Bauhaus tätigen Künstlern – die strikte Trennung von reiner und angewandter Kunst. Darüber hinaus war er in Deutschland publizistisch tätig, schrieb Ausstellungskritiken und veröffentlichte in zahlreichen Kunst- und Kulturzeitschriften, u. a. im Ararat, der Weltbühne und im Cicerone. 1923 veröffentlichte er mit 1923 veröffentlichte er mit Alfred Kémény, László Moholy-Nagy und Laszlo Peri das Manifest „Nyilatkozat“, das sich dem Prolet-Kult widmete. Im Jahr 1925 verfasste er in deutscher und ungarischer Sprache das Werk Neuere Malerei in Ungarn. Unter Hannes Meyer, dem neuen Direktor des Bauhaus Dessau, wurde ihm die Schriftleitung der Zeitschrift bauhaus übertragen. Gleichzeitig arbeitete er für die von Lajos Kassák herausgegebene ungarische Zeitschrift Tér és Forma.
1929 verließ er das Bauhaus Dessau. In seinem Text „10 Jahre Bauhaus“ schrieb er rückblickend über die Schule.
„Wenig, was menschlich erfüllt, herzhaft, echt und ganz ist. Viel, zuviel Theorie, Zuspitzung, Abstraktion. [...] Vor zwei Jahren schien der Abgang von Gropius und Moholy-Nagy den Weg frei zu machen für eine [...] vielleicht weniger effektvolle, anspruchslosere, dafür aber menschlich sinnvollere, lebenswärmere und solidere Bauhausarbeit. Der neue Leiter, Hannes Meyer, war ein Versprechen. [...] Seine Korrekturen sind bis heute Stückwerk geblieben [...], weil sie an das in Lehrkörper, Gesit und Praxis immer noch vorherrschende Erbe des früheren Leiters stoßen, ohne es überwinden zu können.“
Zurück in Berlin arbeitete er unter anderem als Redakteur bei der Zeitschrift Deutsche Kunst und Dekoration. Er gab die Zeitschrift Der Kunstnarr heraus, von der eine einzige Nummer erschien. In der Berliner Weltbühne, wo er zu den links-sozialistisch orientierten Autoren zählte, veröffentlichte er Anfang der 1930er Jahre Artikel und Aufsätze zur Kulturpolitik. Zudem war er Sekretär der Ungarischen Gesellschaft.

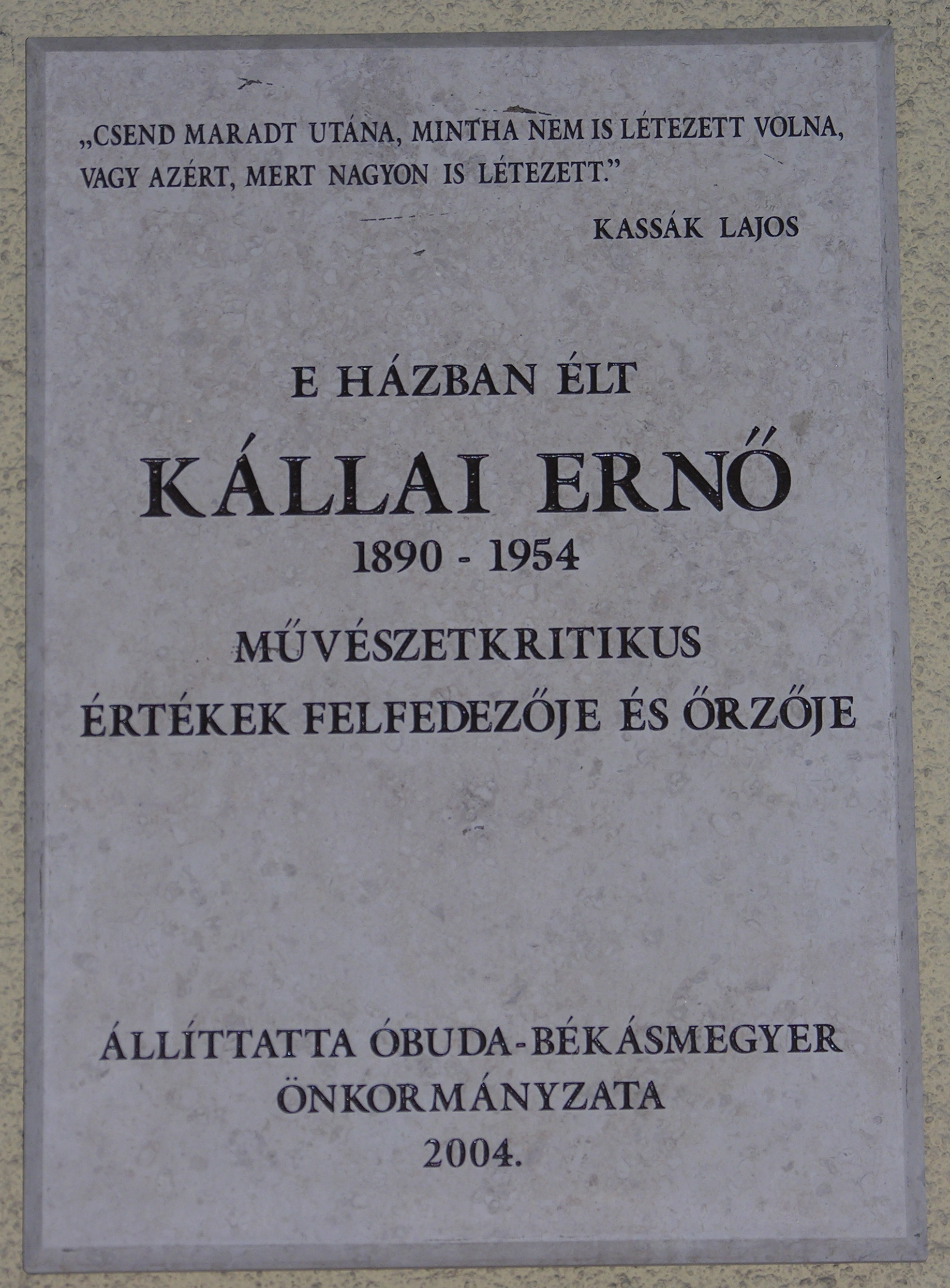
Gedenkplakette für Erno Kállai, Kiscelli-Straße 76 in Budapest

1930 kuratierte er in der Berliner Galerie Ferdinand Möller die Ausstellung Vision und Formgesetz, in der unter anderem Werke von Paul Klee, Oskar Nerlinger, Friedrich Vordemberge-Gildewart, Oskar Schlemmer, Ewald Mataré, Georg Muche, Heinrich Hoerle, Lyonel Feininger und Wassily Kandinsky gezeigt wurden.
Infolge der Machtübernahme der Nationalsozialisten konnte Kállai in Deutschland nicht weiter journalistisch arbeiten und kehrte 1935 nach Ungarn zurück. Hier organisierte er unter anderem im Ernst-Museum und in der Tamás-Galerie Einzel- und Gruppenausstellungen moderner ungarischer Künstler und Emigranten, u. a. mit Werken von Béla Czóbel, József Egry, Jenő Barcsay, Róbert Berény, Gyula Pap, Lajos Vajda und István Farkas.
Ab 1937 arbeitete er bis zum Ende des Zweiten Weltkrieges als Redakteur und Kunstkritiker bei dem deutschsprachigen Pester Lloyd, bei der politischen Zeitschrift Az Ország Útja sowie bei der von Jenő Kattona herausgegebenen Zeitschrift Jelenkor.
Nach der Befreiung vom Faschismus unterrichtete er an der Ungarischen Kunstakademie in Budapest Ästhetik und Kunstgeschichte. Im künstlerischen Rat der ungarischen Regierung wurde er zum Leiter der Sektion für schöne Künste berufen. Darüber hinaus setzte er seine publizistischen Arbeiten fort, organisierte Ausstellungen und gründete die Kunstgalerie Zu den vier Himmelsrichtungen. Im Jahr 1948 trat Ernő Kállai der Künstlergruppe Europäische Schule bei.
Unzufrieden und enttäuscht von der politischen Entwicklung in Ungarn zog sich Kállai 1948 aus allen öffentlichen und politischen Ämtern zurück. In seinen letzten Lebensjahren übersetzte er Werke der ungarischen Literatur in die deutsche Sprache. Die von ihm geplante Neuauflage des Werkes Neuere Malerei in Ungarn konnte er nicht mehr realisieren.

## Ehrung
Im Jahr 1941 wurde ihm der Baumgarten-Preis verliehen. Zur Erinnerung an den Kunstkritiker und Publizisten Ernő Kállai, der in seinem Leben mehr als 900 Werke und Aufsätze veröffentlicht hat, wurde 1989 in Budapest die Kállai-Ernő-Gesellschaft gegründet. Im Jahr 2004 wurde an seinem ehemaligen Wohnhaus in der Kiscelli utca 76 im III. Budapester Bezirk eine Gedenktafel angebracht.

## Werke (Auswahl)
- Kassák Lajos. In: Ma, 15. November 1921.
- Konstruktivizmus. In: Ma, 1. Mai 1923.
- A mai művészet képproblémái. In: Ars Una, November 1923.
- The Russian Exhibition in Berlin. In: Akasztott Ember, Bd. 2 (1923).
- Neuere Malerei in Ungarn. Klinkhardt & Biermann, Leipzig 1925.
- Malerei und Film. In: Sozialistische Monatshefte. Bd. 32 (1926), Nr. 3, S. 164–168 (Digitalisat).
- Magyar művészet külföldön (Ungarische Kunst im Ausland), Magyar Írás, 1927
- Das Bauhaus lebt, Bauhaus, 1928/2-3.
- das bauhaus Dessau : ausstellung 21. April–20. mai 1929 gewerbemuseum basel. Franke, Dessau 1929.
- Amme Albers mit dem Vorkurs-Baby, Karikatur / Collage, 1930 (verschollen)
- Der Bauhausbuddha Paul Klee, Karikatur / Collage, 1930 (verschollen)
- Co-op, der Bauhausverkehrssittenschutzengel, Karikatur auf Hannes Meyer / Collage, 1930 (verschollen)
- Zehn Jahre Bauhaus. In: Weltbühne (1930) Heft 24.
- Rhythmus in Bildern. In: Die Weltbühne (1930), Heft 41.
- Zu den Arbeiten von Fritz Winter. In: Die neue Stadt. Bd. 6 (1932/33), S. 42f. (https://doi.org/10.11588/diglit.17521.24).
- Malerei und Film. In: Fórum, 1933
- Das Kind in der Kunst. In: Pester Lloyd, 24. Februar 1940
- Christus-Visionen der modernen Kunst, Pester Lloyd, 13. April 1941
- Cèzanne és a XX. sz. konstruktív művészete, Budapest, 1942
- Die Preisträger der Szinyei-Preise, Pester Lloyd, 2. Februar 1943
- Die finnische Baukunst, Pester Lloyd, 18. Mai 1943
- Polnische Künstler, Pester Lloyd, 10. Januar 1944
- Művészet a romok között, Jövendő, 14. Februar 1946  (Kunst in den Ruinen)
- A természet rejtett arca, Budapest, 1947